# Hanakoの結婚
「Hanakoの結婚」（はなこのけっこん）は、1991年8月23日にリリースされた、渡辺美奈代の15枚目のシングル。ソニーレコードより発売された。

## 解説
- ソニーレコード在籍時最後のシングル。
- 23歳の3人の女性の結婚観を描いたANB(テレビ朝日)系列のテレビドラマ「HANAKOの結婚」(放送期間 1991/08/26～1991/08/29)[1]のテーマソングで、第1話に本人がゲスト出演した。ただし、同番組の主題歌は、主演の千堂あきほの「シースルー」である。
- 小坂明子の「あなた」の歌詞とメロディーを完コピしつつ、チャペルらしきおごそかな雰囲気を醸し出す超スローテンポな導入部を終えると、イントロからハードロック調に急転換、その後はまくしたてるような早口でバブルっていた90年代前半を象徴するアイテムを出しながら歌唱する。
- 作詞・作曲の井上ヨシマサは、後年、AKB48への楽曲提供で一躍名をはせることになるが、この当時はまだ期待の若手作曲家の一人という存在で、デビューは、後年、NHK「みんなのうた」で放送されたことで有名となった、初代オリジナル版の「コンピューターおばあちゃん」を歌っていたコスミック・インベンションのキーボーディストとしてであった。
- 当て振りのバックのギターリストが曲のエンディングで演出の一部として歌手に絡んでくるパフォーマンスを行っていた。

## 収録曲
1. Hanakoの結婚（4:32） 
  - 作詞・作曲・編曲: 井上ヨシマサ
2. チャンスかもしれない（4:06） 
  - 作詞: 佐藤純子／作曲: 和泉常寛／編曲: 中村哲

## 収録作品
CD
- WILL 〜MINAYO SELECTIONS〜
- 渡辺美奈代 30th Anniversary Complete Singles Collection Disc 2 M-13/M-14